# Prosper Guerrier de Dumast
Auguste-Prosper-François, 3ème baron Guerrier de Dumast (né à Nancy le 26 février 1796, mort dans la même ville le 26 janvier 1883) est une figure du catholicisme libéral et de la défense de la ville de Nancy (lotharingisme).

## Éléments biographiques
- 1822 : membre de la Société asiatique de Paris
- 1826 : retour et mariage à Nancy avec la fille du général-baron Louis Léopold Buquet
- 1837 : fondation de la société « Foi et lumières » (catholicisme libéral)
- 1841 : participe à la création du Musée lorrain
- 1850 : fait circuler une pétition pour la création d'une faculté de droit en réaction au refus de Napoléon III de rouvrir la faculté de Lorraine fermée à la Révolution
- 1854 : création des facultés de Nancy en sciences et lettres.
- 1864 : création de la faculté de droit
- Membre de l'Académie de Stanislas[1]
- Membre du conseil municipal de Nancy[2]

## Décorations
- Chevalier de la Légion d'honneur
- Chevalier de Ordre de Charles III
- Officier de Notre-Dame de Guadalupe

## Œuvres
- La Maçonnerie, 1820.

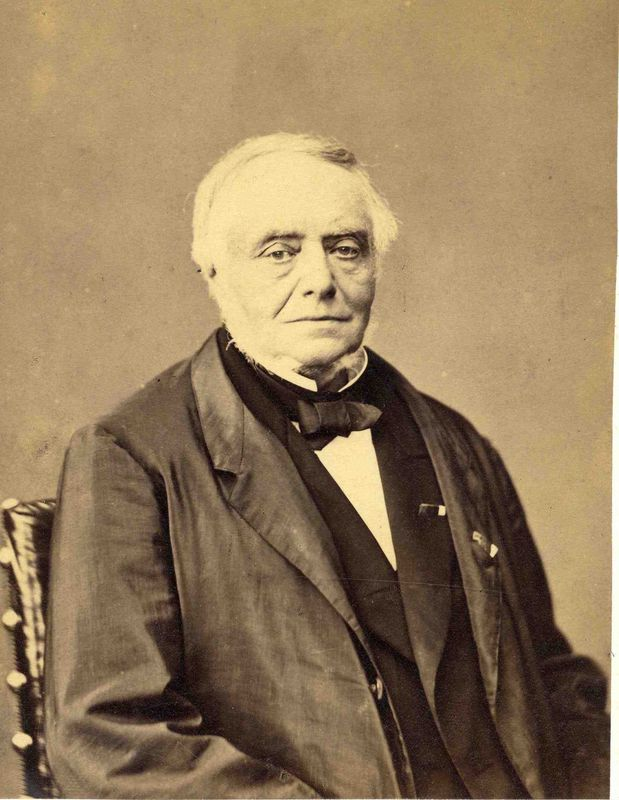
Photographie de Prosper Guerrier de Dumast.

- Discours maçonniques des années 1818-1821.
- Un mot sur les langues de l'Orient, 1821 et 1862.
- Le pour et le contre sur la résurrection des provinces, 1832 et 1835.
- Philosophie de l'histoire de Lorraine, 1850.
- Fleurs de l'Inde, 1857.
- Les Initiatives lorraines, 1866.
- Morts comparées de la Pologne et de la Lorraine, 1868.
- Couronne poétique de la Lorraine, 1874.

## Sources
- Lucien Adam, Le baron Guerrier de Dumast, Nancy, G. Crépin-Leblond, 1883, 60 p.
- Jules Renauld, « Nécrologie. M. P. G. de Dumast », Journal de la Société d'Archéologie lorraine,‎ 1883, p. 24-35.
- Charles Benoît, « Discours pour l'inauguration du buste de Guerrier de Dumast », Mémoires de l'Académie de Stanislas,‎ 1884, cxii-cxxxi.
- Pierre Marot, « Le patriotisme lorrain et le mouvement historique à Nancy au XIXe siècle », Mémoires de l'Académie de Stanislas,‎ 1935, p. lxxii-lxxxvii.
- Pierre Barral, « Guerrier de Dumast et le milieu nancéien », dans Les catholiques libéraux au XIXe siècle (colloque), Grenoble, Presses universitaires de Grenoble, 1974, p. 228-238.
- Pierre Barral, « L'auguste et chère dynastie vue par Guerrier de Dumast », dans Jean-Paul Bled (dir.), Eugène Faucher (dir.), René Taveneaux (dir.), Les Habsbourg et la Lorraine, actes du colloque du 22-24 mai 1987 organisé par les universités de Nancy-II et Strasbourg-III, Nancy, PUN, coll. « Diagonales », 1988, 263 p.  (ISBN 2-86480-147-7), p. 229-236.
- Claude Rétat, « Prosper Guerrier de Dumast dans les mines de l'Orient », Chroniques d'histoire maçonnique lorraine, no 10,‎ 2000, p. 9-54.
- Jean-François Thull, « La contribution de Prosper Guerrier de Dumast à l'émergence du lotharingisme à Nancy », Le Pays lorrain, vol. 88, no 3,‎ juillet-septembre 2007, p. 173-178.
- Jean-Claude Bonnefont, « Prosper Guerrier de Dumast », dans Isabelle Guyot-Bachy et Jean-Christophe Blanchard (dir.), Dictionnaire de la Lorraine savante, Metz : Éditions des Paraiges, 2022, p. 162-165